# Baila morena (chanson de Zucchero)
Pour les articles homonymes, voir Baila morena.
Baila morena, ou Baila (Sexy Thing), est une chanson du chanteur de rock italien Zucchero.
Elle sort une première fois en single en 2001 sous le titre Baila (Sexy Thing), extraite de l'album Shake, et se classe no 1 en Italie et en Espagne.
En 2004, Zucchero enregistre une nouvelle version en compagnie du groupe mexicain Maná, sous le titre Baila morena, qui figure sur son album Zu&Co.
Cette version apparaît en 2006 dans la bande originale du film Les Bronzés 3 et fait l'objet d'un single qui atteint la première place des ventes en France.

## Liste des titres

### 2001
- CD single

1. Baila (Sexy Thing) (English version) — 4:06
2. Baila (Sexy Thing) — 4:06

- CD maxi

1. Baila (Sexy Thing) — 4:07
2. Hey Man - Sing a Song (avec B.B. King) — 4:49
3. Karma, stai kalma  (avec Irene Fornaciari) — 4:45
4. Baila (Sexy Thing) (Charlie Rapino club mix) — 6:17

### 2006
- CD single

1. Baila morena - 4:04
2. Rock Your Mum (interprété par Étienne Perruchon) - 2:46

## Classements hebdomadaires
| Classement (2001-2002)                  | Meilleure position |
| --------------------------------------- | ------------------ |
| Allemagne (Media Control AG)            | 97                 |
| Belgique (Flandre Ultratop 50 Singles)  | 23                 |
| Belgique (Wallonie Ultratop 50 Singles) | 18                 |
| Italie (FIMI)                           | 1                  |
| Pays-Bas (Single Top 100)               | 90                 |
| Espagne (PROMUSICAE)                    | 1                  |
| Pologne (Airplay Chart)                 | 9                  |
| Suisse (Schweizer Hitparade)            | 3                  |

| Classement (2006)                       | Meilleure position |
| --------------------------------------- | ------------------ |
| Belgique (Wallonie Ultratop 50 Singles) | 3                  |
| France (SNEP)                           | 1                  |
| Suisse (Schweizer Hitparade)            | 10                 |

## Certifications
| Pays                 | Certification | Date    | Unités certifiées |
| -------------------- | ------------- | ------- | ----------------- |
| Espagne (Promusicae) | Or            | 01/2024 | 30 000            |
| France (SNEP)        | Or            | 2006    | 200 000           |
| Italie (FIMI)        | Platine       | 2024    | 100 000           |
| Suisse (IFPI)        | Or            | 2001    | 20 000            |